# Казино Монтре
46°25′46″ пн. ш. 6°54′42″ сх. д. / 46.4295° пн. ш. 6.9117° сх. д.
Казино Монтре (Casino Barrière de Montreux) — казино, розташоване в місті Монтре, Швейцарія, на березі Женевського озера. Служило місцем проведення джазового фестивалю в Монтре та було відбудоване після пожежі 1971 року, увічненої у пісні Smoke on the Water групи Deep Purple. Воно є власністю групи Groupe Lucien Barrière. У казино розміщувалася студія Mountain Studios, яка згодом стала музеєм Queen: The Studio Experience.

## Історія

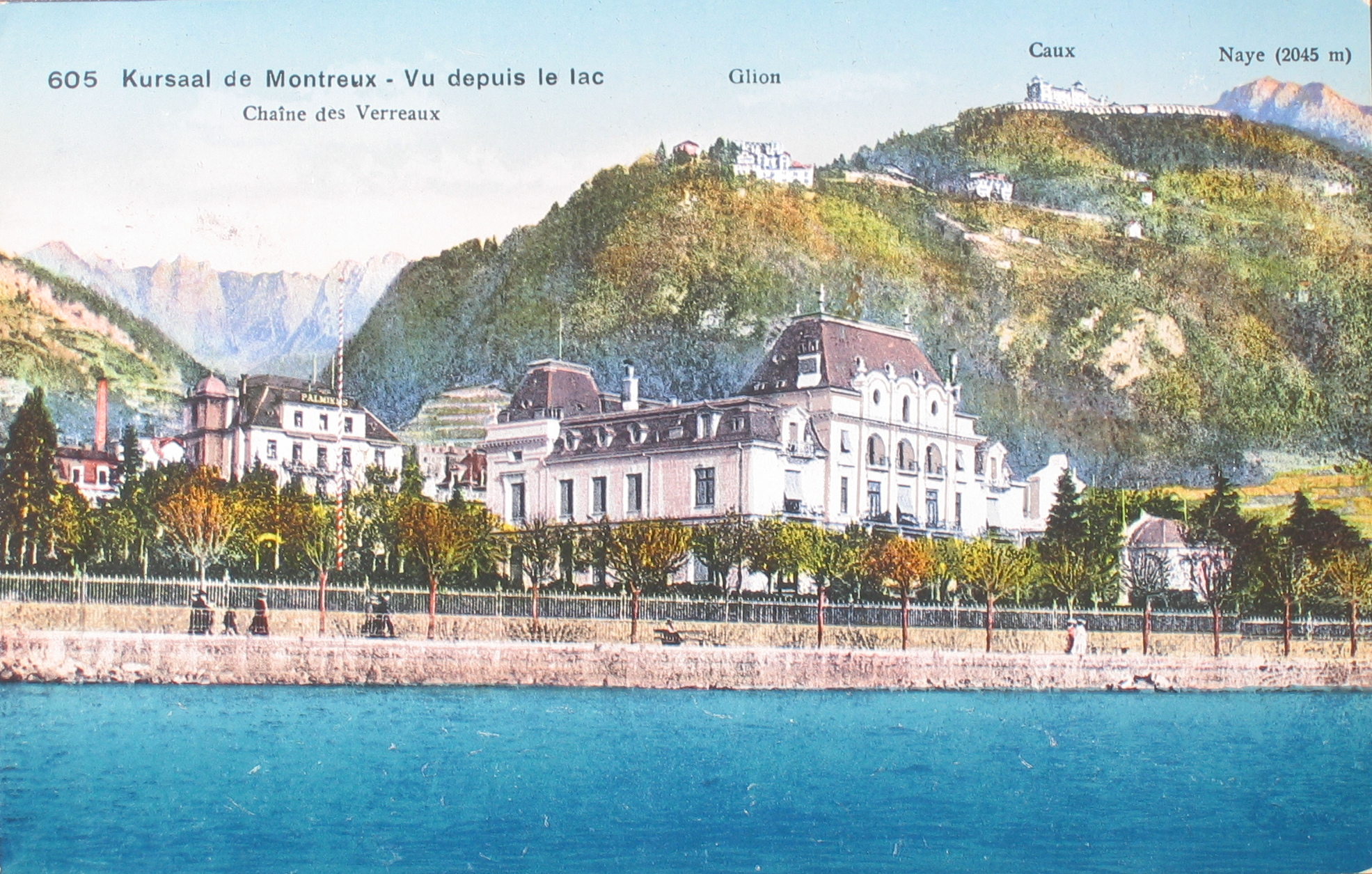
Казино, яке спочатку називалося «Курсаал», на початку 20 століття

Казино Монтре було збудовано в 1881 році та модифіковано в 1903 році. Протягом 20-го століття на цьому місці виступало багато великих симфонічних оркестрів та відомих диригентів. До кінця 1960-х років там почали виступати джазові, блюзові та рок-виконавці.
У 1967 році казино стало місцем проведення джазового фестивалю в Монтре, який започаткував музичний промоутер Клод Нобс. Триденний фестиваль проводився там щорічно, і в ньому брали участь такі виконавці, як Кіт Джарретт, Джек ДеДжонетт, Білл Еванс, Ніна Сімон, Ян Гарбарек, Етта Джеймс та Елла Фіцджеральд. Спочатку на фестивалі брали участь майже виключно джазові виконавці, але в 1970-х роках фестиваль почав включати блюзових, соул та рок-виконавців, таких як Black Sabbath, Pink Floyd та Deep Purple.

### Пожежа 1971 року
4 грудня 1971 року казино Монтре було знищено пожежею, яка почалася під час концерту гурту The Mothers of Invention після того, як фанат вистрілив із сигнального пістолета. Запис спалаху та оголошення про пожежу можна знайти на бутлег-альбомі Френка Заппи під назвою Swiss Cheese/Fire!.
Англійський рок-гурт Deep Purple, який планував записати альбом Machine Head на цьому місці, був змушений шукати інше місце для запису. Їхня пісня Smoke on the Water була написана саме про цей інцидент:
|  | We all came out to Montreux on the Lake Geneva shoreline / To make records with a mobile - We didn't have much time / Frank Zappa & the Mothers were at the best place around / But some stupid with a flare gun burned the place to the ground / Smoke on the water, a fire in the sky... |

Френк Заппа спокійно закликав учасників концерту евакуюватися (жартуючи під час цього): «Пожежа! (пісня Артура Брауна) Будь ласка, просто спокійно підійдіть до виходів, пані та панове». Пожежна бригада прибула на місце події менш ніж за п'ять хвилин. Вогонь швидко вийшов з-під контролю, але завдяки організованій евакуації та швидкій допомозі пожежників ніхто не загинув.

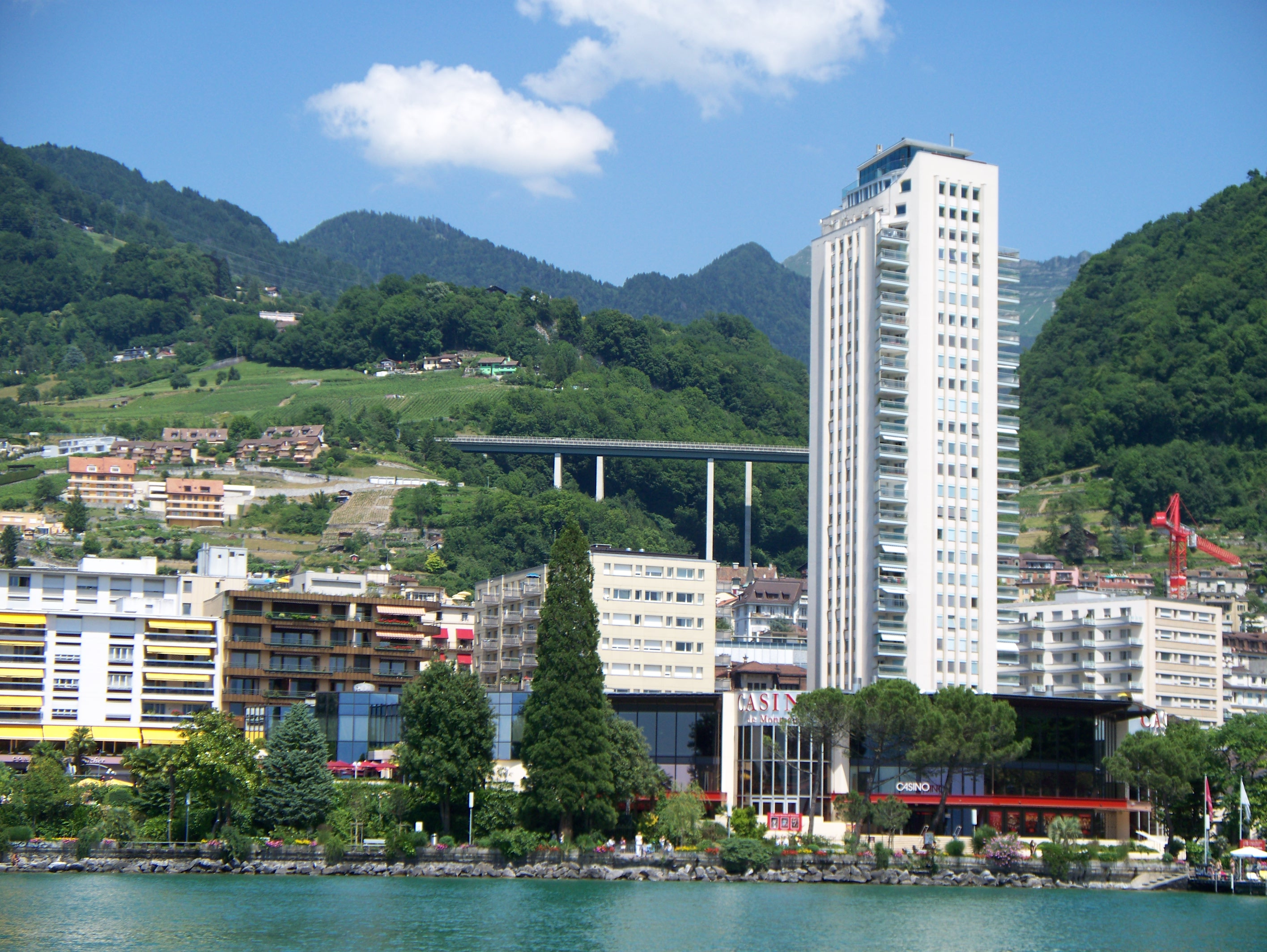
Казино Монтре на березі Женевського озера

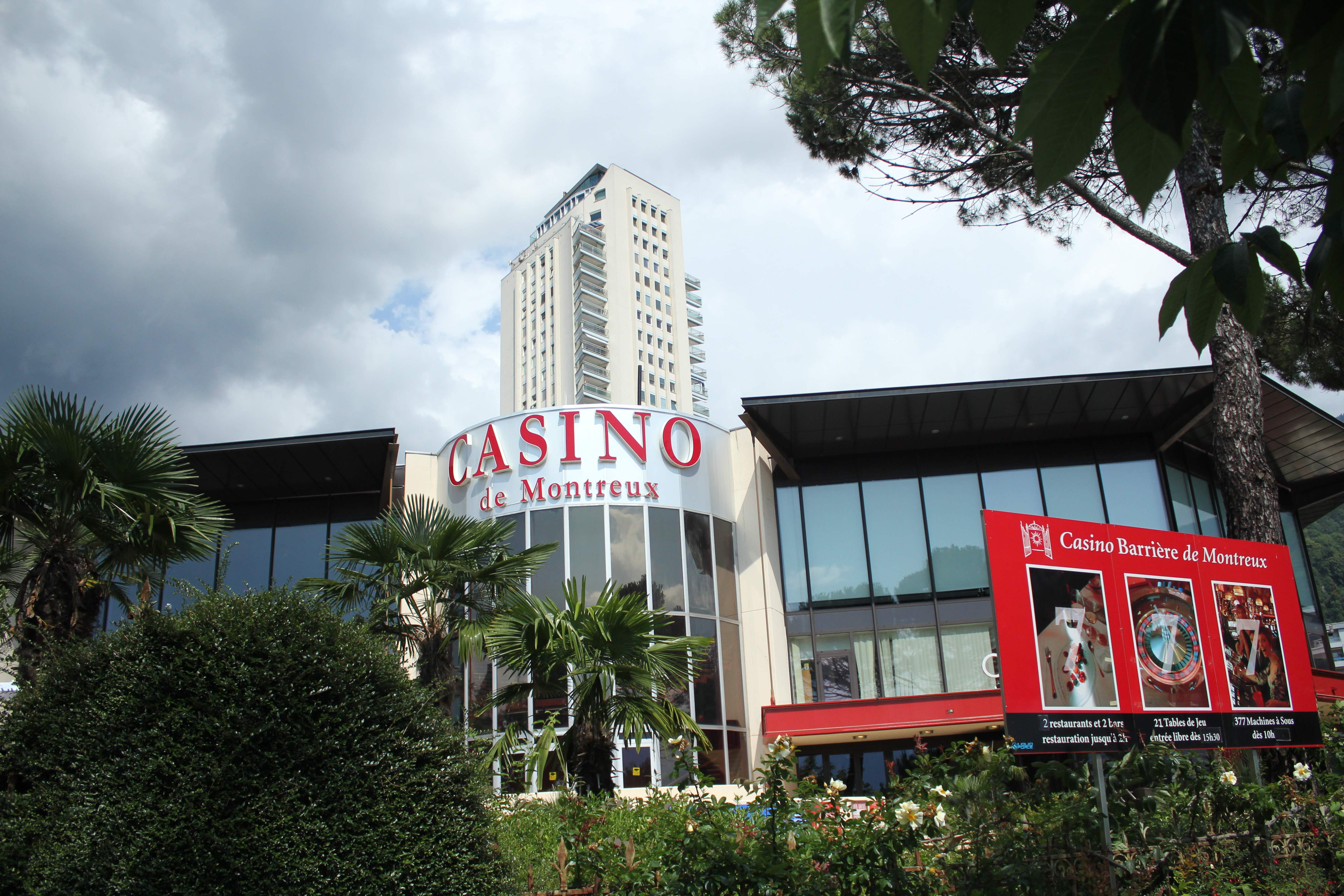
Казино Монтре літо 2014

Казино було перебудовано, і до його повторного відкриття в 1975 році, фестиваль джазу в Монтре проводився в інших залах Монтре. Фестиваль продовжував проводитися там до 1993 року, коли він переїхав до більшого конференц-центру Монтре, розташованого приблизно за кілометр від казино. З 1995 по 2006 рік фестиваль проводився як у конференц-центрі, так і в казино. Починаючи з 41-го фестивалю в 2007 році, нічні виступи хедлайнерів знову були перенесені переважно до конференц-центру, хоча в казино все ще іноді проводяться шоу.
У нещодавно відбудованому казино знаходилася Mountain Studios, яка записувала живі виступи джазового фестивалю. У 2013 році студію замінили на музей Queen:The Studio Experience.